# 藤原薩雄
藤原 薩雄（ふじわら の ひろお) は、奈良時代の貴族。藤原南家、太師・藤原仲麻呂の七男。官位は従五位下・右虎賁率。

## 経歴
天平勝宝9歳（757年）道祖王が皇太子を廃されると、内舎人であった薩雄は20人の中衛を率いて新皇太子の大炊王（のち淳仁天皇）を迎えるために、仲麻呂の私邸である田村邸に派遣された。天平宝字3年（759年）従五位下に叙せられ、越前守に任ぜられる。天平宝字8年（764年）正月に右虎賁率に遷るが、同年9月に発生した藤原仲麻呂の乱で父の藤原仲麻呂ら一族とともに斬殺された。
同音異字の兄弟・藤原刷雄と同一人物ではないかとする説がある（詳細は「藤原刷雄」の項参照）。

## 官歴
『続日本紀』による。
- 天平勝宝9歳（757年） 4月4日：見内舎人
- 天平宝字2年（758年） 8月25日：藤原朝臣から藤原恵美朝臣に改姓
- 時期不詳：正六位上
- 天平宝字3年（759年） 6月16日：従五位下。11月5日：越前守
- 天平宝字8年（764年） 正月21日：右虎賁率

## 系譜
『尊卑分脈』による。
- 父：藤原仲麻呂
- 母：不詳
- 妻：生母不詳の子女
  - 男子：藤原朝忠